# Диксиленд
Диксиленд (англ. Dixieland) — стиль джаза, одна из стилевых разновидностей традиционного джаза, возникшая в начале XX века в штате Луизиана в США (точнее — в городе Новый Орлеан); а также джазовое направление конца 1930-х — 1950-х годов, образовавшееся в результате движения за возрождение традиционного джаза. Диксиленд также иногда называют «горячим» джазом (hot jazz) или традиционным.
Сначала исполнители Диксиленда копировали негритянскую манеру исполнения, возникшую в начале XX века в Новом Орлеане, но позже в Диксиленд проникли элементы европейской композиторской техники. В итоге мелодия стала более плавной, по сравнению с традиционным джазом. В наши дни диксиленд стал своеобразным трендом Нового Орлеана. Пик популярности джазовых коллективов Диксиленда пришёлся на середину 1920-х — начало 1950-х годов.

## Этимология
Термин имеет фольклорное происхождение: диксиленд (буквально «страна Дикси») — символическое название юго-восточных штатов США, бытовавшее до Гражданской войны 1861-1865 годов.
В то время как термин «диксиленд» все ещё широко используется, уместность термина продолжает обсуждаться. Некоторые исполнительские группы предпочитают термины «классический джаз» или «традиционный джаз». Другие считают «диксиленд» уничижительным термином, подразумевающим игру без страсти или глубокого понимания музыки. Группы, такие как Эдди Кондон и Маггси Спаниер (Eddie Condon, Muggsy Spanier), помечены лейблом Dixieland.

## История
Одно из первых употреблений термина «диксиленд» в отношении музыки встречается в названии джазового коллектива Original Dixieland Jass Band из Нового Орлеана (который вскоре изменил написание своего названия на «Original Dixieland Jazz Band»). Их записи 1917 года способствовали популяризации этого нового стиля музыки. В это время не существовало жанрового деления «внутри» джаза, поэтому слово диксиленд первоначально относилось только к группе, а не к музыкальному стилю. Звучание группы было сочетанием афроамериканско-новорлеанского рэгтайма и сицилийской музыки. Музыка Сицилии была одним из многих жанров на музыкальной сцене Нового Орлеана в 1910-х, наряду с освященной церковной музыкой, музыкой духового оркестра и блюза.
В 1930—1940-е годы ранний стиль групповой импровизации, как и чернокожие исполнители этого направления, не нравились большинству слушателей; в то же время исполнители обеих рас продолжали играть в прежнем стиле.
Движение за возрождение традиционного джаза сформировалось в ответ на звучание оркестров эпохи свинга и би-бопа 1940-х годов (многими би-боп воспринимался как хаос в музыке; Луи Армстронг назвал боп «китайской музыкой», pulled Dixiel; даже многие би-боперы продолжали почитать Армстронга и цитировали фрагменты его музыки в своих импровизациях). В это время музыканты, возрождавшие традиционный джаз «Старого Юга», стали называть словом «диксиленд» ранний джаз. Они вычленили слово из подзабытого названия группы, и применили его к музыке, право на исполнение которой отстаивали.
В 1930-е годы биг-бенды затмили диксиленд, но к началу 1940-х годов старые стили стали возвращаться в моду. Традиционный джаз стали воспринимать как важную часть американского культурного ландшафта. Группы этого времени, называющие себя диксилендом, сознательно подражали записям и группам, существовавшим десятилетиями ранее. Возрождение диксиленда в конце 1940—1950-х годов привело к тому, что некоторые музыканты прославились уже в конце карьеры, после многих лет молчания (например, трубач и корнетист Банк Джонсон, тромбонист Кид Ори и кларнетист Джордж Льюис, занимали видное место в возрождении; более молодые черные музыканты избегали общения с прошлым [3]). В 1940-х в таком стиле играли такие музыканты, как Вилбер де Пари, Тур Мерфи, Лу Уоттерса, Арт-Ходес и Крис Барбер. Диксиленд продолжал играть важную роль в музыкальной жизни Нового Орлеана, особенно во времена Марди Граса, и его традиции были продолжены в последующие годы такими популярными уроженцами Нового Орлеана, как кларнетист Пит Фонтан и трубач Аль-Хирт [3].
Другие музыканты продолжали создавать новаторские способы исполнения и новые мелодии. Например, в 1950-х годах стиль «прогрессив диксиленд» сочетал многоголосную импровизацию с ритмом в стиле би-боп.

### Расовый вопрос
Считается, что исполнителями диксиленда были в основном белые музыканты, которые подражали новоорлеанскому стилю, постепенно осваивали основные стилистические особенности афроамериканского джаза, и со временем окончательно переориентировались на классический афроамериканский джаз.
На самом деле, Новый Орлеан не был единственным городом, где ранний джаз укоренился на заре XX века, но именно там играли многие выдающиеся исполнители раннего джаза, как чернокожие, так и белые. Поэтому можно сказать, что стиль, известный сегодня как диксиленд, на самом деле не был закреплен за какой-то одной расой.

## Черты стиля
Этот стиль объединяет черты маршей духовых оркестров, регтайма, блюза и коллективной многоголосной импровизации. Исполняется небольшим ансамблем. Количество и состав инструментов в ансамбле может варьироваться, но «стандартный» джазовый бэнд включает «фронтальную линию» (труба/корнет, тромбон, кларнет) и «ритм-секцию» (гитара/банджо, контрабас/туба, фортепиано, барабаны — не менее двух инструментов). Основной элемент, воспринятый как стилевая черта диксиленда — традиционное мелодическое использование группы труб, тромбонов и кларнетов, и спонтанные импровизации исполнителей, основанные на ту-бите (2-beat rhythm). Главная черта диксиленда — среди инструментов «фронтальной линии» один инструмент (обычно труба) воспроизводит мелодию/узнаваемый парафраз/вариацию на тему, остальные инструменты импровизируют «вокруг» темы. Это создает более полифоничное звучание, чем у биг-бэндов 1930-х или у би-бопа. Этот стиль также включал в себя элементы Чикагского стиля 1920-х годов, например использование струнного баса вместо тубы, и добавление к оригинальному формату Новоорлеанского стиля аккордовых инструментов.

#### Новоорлеанский и Чикагский стили
Диксиленд имеет два активных течения: Чикагский стиль, Новоорлеанский стиль.
Во время Первой мировой войны был закрыт Сторивилль. Вследствие этого многие музыканты уехали из Нового Орлеана, многие переехали в Чикаго, ставший следующим крупным центром джаза. Фактически, диксиленд развился и имел наибольший успех в Чикаго. Однако в стилях городов существовали важные отличия. Стиль Нового Орлеана продолжал демонстрировать сильное влияние духовых оркестров, с маршевыми ритмами и ансамблевой игрой. Чикагский стиль имеет больше блюзовых черт: музыка подчеркивает четные доли такта, сольная импровизация выходит на первый план.

##### Original Dixieland Jass Band
Ударника «Папу» Джека Лейна, возглавлявшего группы Нового Орлеана с 1891 года, часто называют «отцом белого джаза». Специализируясь поначалу на маршах, его группа к 1910 году почти полностью перешла на рэгтайм. Ник Ла Рокка, один из многих учеников Лэйна, включил звук и большую часть репертуара группы Лэйна при создании в 1916 году собственной группы Original Dixieland Jazz Band (ODJB), которая первоначально называлась просто «Jass». ODJB также позаимствовал традицию использования трубы (корнета), кларнета и тромбона в качестве ведущих инструментов. В 1917 году ODJB сделал запись «Livery Stable Blues». Она считается первой джазовой пластинкой, и к тому же стала первой миллионной продажей в истории. Эта и последующие записи ODJB, такие как «Tiger Rag», «Dixie Jazz Band One Step» и «At the Jazz Band Ball», отражают «белый стиль» игры: технически продвинутый, но менее экспериментальный, чем «черный».
«West Coast revival» (Возрождение западного побережья)
«West Coast revival» — это движение, начатое в конце 1930-х годов Лу Уоттерсом и его Yerba Buena Jazz Band в Сан-Франциско и продолжено тромбонистом Турком Мерфи как оппозиция Чикагскому стилю. Возрождение Западного побережья отличалось использованием тубы и банджо. Их репертуар основан на музыке Джо «Кинг» Оливера, Джелли Ролл Мортона, Луи Армстронга и Уильяма Кристофера Хэнди. Одни из самых популярных тем диксиленда: «When the Saints Go Marching In», «Muskrat Ramble»,"Struttin' with Some Barbecue", «Tiger Rag», «Dippermouth Blues», «Milenberg Joys», «Basin Street Blues», «Tin Roof Blues», «At the Jazz Band Ball», «Panama», «I Found a New Baby», «Royal Garden Blues» и многие другие.

## Представители Диксиленда
Ранние джазовые исполнители, такие как корнетист Бадди Болден и «Папа» Джек Лэйн, не записывались. Большинство записей относятся к периоду конца 1930-х годов и далее. Ниже представлен список некоторых коллективов диксиленда в эпоху после Второй мировой войны:
- All-Stars, комбо Луи Армстронга — был организован в конце 1940-х годов, в нём выступали в разное время Эрл Хайнс, Барни Бигард, Эдмонд Холл, Джек Тигарден, Трамми Янг, Арвелл Шо, Билли Кайла, Марти Наполеон, Сид Катлетт, Кози Коул , Барретт Димс и Дэнни Барселона. Эту группу чаще других идентифицировали с диксилендом в 1940-х, хотя индивидуальность Армстронга ценили именно за выход за пределы новоорлеанского стиля
- The Dukes of Dixieland, ансамбль из Нового Орлеана
- Ленинградский диксиленд
- Джаз-бэнд Алексея Канунникова
- Сибирский диксиленд
- Уральский диксиленд

## Джазовые фестивали
- Самый крупный джазовый фестиваль в США — the Sacramento Jazz Jubilee (Сартаменто, Калифорния).
- The New Orleans Jazz & Heritage Festival (Новый Орлеан)
- The Tarragona International Dixieland Festival (Таррагона, Каталония, Испания) — проводится с 1994 года.
- The International Dixieland festival (Дрезден, Германия) — проводится с 1970 года.
- The Gent Jazz Festival (Гент, Бельгия) [3]